# Pseudoraphis spinescens
Pseudoraphis spinescens är en gräsart som först beskrevs av Robert Brown, och fick sitt nu gällande namn av Joyce Winifred Vickery. Pseudoraphis spinescens ingår i släktet Pseudoraphis och familjen gräs. Inga underarter finns listade i Catalogue of Life.